# Thara Himalaya
Thara Himalaya (em tailandês:  ธาราหิมาลัย; RTGS: Thara Himalai) é uma telenovela tailandesa exibida pela Channel 3 entre 16 de outubro a 5 de novembro de 2010, com um total de nove episódios. Estrelada por Atichart Chumnanon e Kimberly Ann Voltemas, Thara Himalaya compõe a primeira produção da série 4 Hua Jai Haeng Khun Khao (4 Corações da Montanha), realizado em comemoração ao aniversário de quarenta anos da emissora Channel 3.

## Enredo
A médica Thiptara ou Nam (Kimberly Ann Voltemas), a mais nova dos 4 quadrigêmeos da família Adisuan, é levada a conhecer e se apaixonar por Puwanes (Atichart Chumnanon), o príncipe herdeiro do país chamado Parawat. Puwanes em uma visita a Tailândia, sofre uma tentativa de assassinato e é levado ao hospital onde Nam se torna sua médica assistente, durante sua recuperação, ele tem que fingir que perdeu a memória para proteger sua identidade e segurança e se torna um simples trabalhador na fazenda de Fai (Nadech Kugimiya), irmão de Nam.
O relacionamento de Nam e Puwanes os leva a dilemas sobre superar a barreira da tradição em Parawat, além disso o príncipe precisa retornar a seu país e reclamar o que é seu por direito.

## Elenco

### Elenco principal
- Atichart Chumnanon como Príncipe Puwanes Vasuthep Srivasatava Rajaput/Pupen
- Kimberly Ann Voltemas como Thiptara Adisuan "Nam"
- Nadech Kugimiya como Akkanee Adisuan "Fai"
- Prin Suparat como Pathapee Adisuan "Din"
- Pakorn Chatborirak como Wayupak Adisuan "Lom"

### Supporting Cast
- Soravit Suboon como Dr. Nat
- Maneerat Kumoun como Preeyanuch "Pam"
- Mavin Taveepol como Rajeev
- Adisorn Athakrit como Varun
- Noppon Gomarachun como Primeiro Ministro Shadul
- Kriengkrai Oonhanun como King Vasuthep
- Thitima Sanghapitak como Rainha "Mam"
- Thongkao Pattarachokchai
- Santisuk Promsiri como Montree Adisuan
- Jintara Sukapat como Supansa Adisuan

### Participações especiais
- Urassaya Sperbund como Ajjima Potsawat "Jeed"